# ダウティ・ロートル
ダウティ・ロートル（Dowty Rotol）は、イングランドのグロスタシャー州スタヴァートンに本拠地を置くプロペラと関連機器の製造業者である。何度かの所有者の変遷を経て、スタヴァートンのダウティ・ロートル社の工場はゼネラル・エレクトリック社の所有となり、GEアヴィエーション・システムズの一部として操業している。プロペラ市場においてハーツェル・プロペラとシェアを二分している。

## 歴史
この企業は市場が1社の存続を許すのがやっとの規模であったために1937年にロールス・ロイス社とブリストル・エンジンズ社両社のプロペラ開発部門を引き継ぐ形で「ロートル・エアスクリューズ」（Rotol Airscrews）として設立された。社名は"ROlls-Royce"と"BrisTOL"を短縮したところからつけられた。ロートル社製プロペラは常に最先端のものとされ、ホーカー ハリケーン、スーパーマリン スピットファイアやその他多くの第二次世界大戦時の航空機に装着された。戦争終結時には後期型スピットファイアに採用されて広範囲に使用されることになる5枚ブレードのプロペラが導入された。1943年に社名をロートル・エアスクリューズ（Rotol Airscrews）からロートル（Rotol Limited）と改称し、1952年には降着装置と油圧装置を専門とするブリティッシュ・メシエ（British Messier Limited）社を買収した。
1958年にブリストル飛行機とロールス・ロイスはロートル社とブリティッシュ・メシエ社をダウティ・グループに売却することで合意した。1959年にロートル社とブリティッシュ・メシエ社は、ダウティ・エクイップメント社（Dowty Equipment）、ダウティ・フュエル・システムズ社（Dowty Fuel Systems）と共にチェルトナムを拠点とする新たなダウティ・アヴィエーション・ディヴィジョン（Dowty Aviation Division）の一部となった。
1968年にダウティ・ロートル社は、最初のグラスファイバー製プロペラを導入し、これは幅広く普及した。それ以降グラスファイバー製は炭素繊維強化プラスチック製へと移行してプロペラ設計の主力として現在に至っている。

## 製品

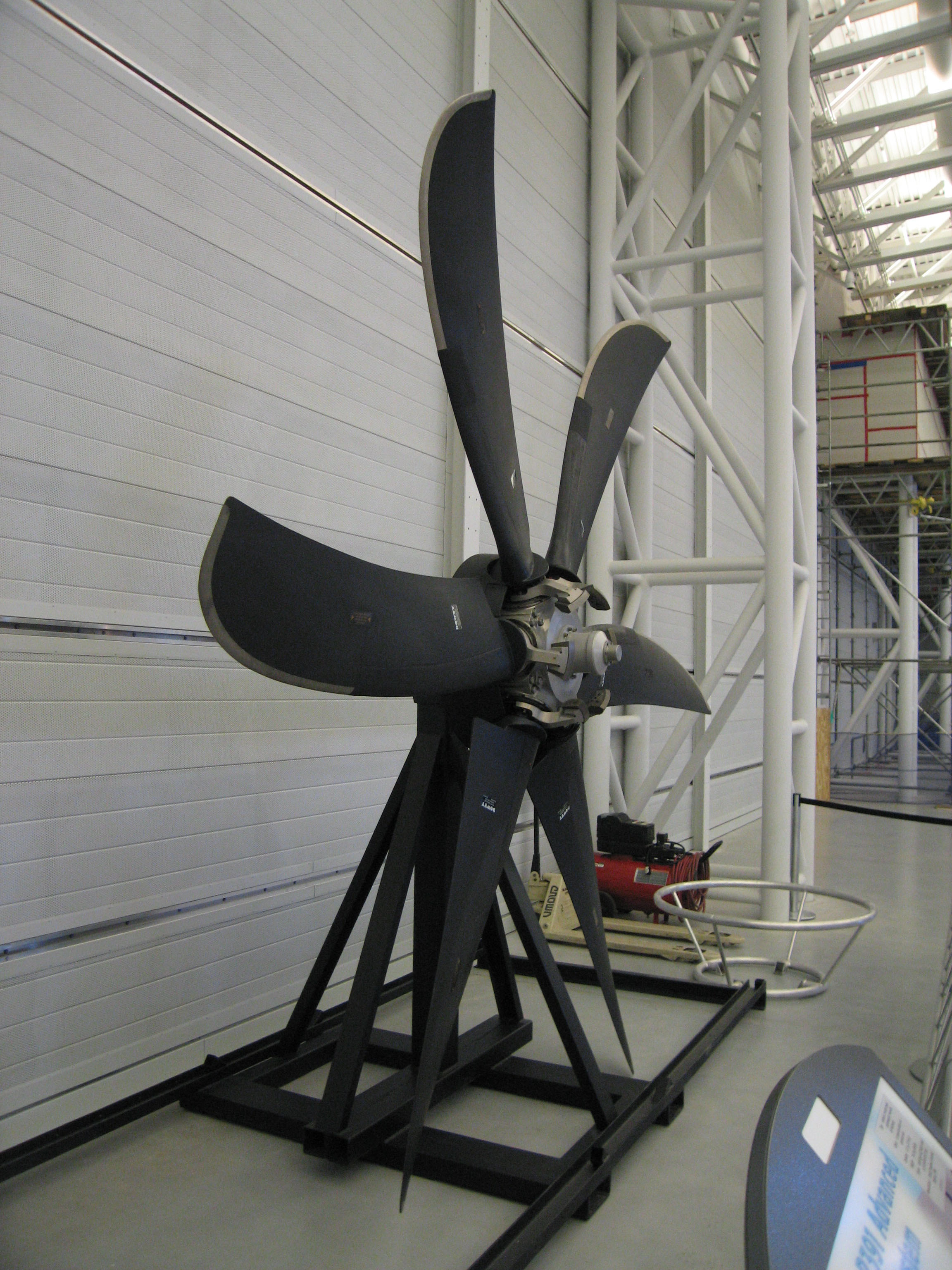
スティーブン・F・ウドヴァーヘイジー・センターに展示されるダウティR391 プロペラ

GEの現行のダウティ・プロペラの製品群は、デ・ハビランド・カナダ Dash 8Q400、サーブ 340、サーブ 2000といった多くのターボプロップエンジン搭載のコミューター航空機と共にロッキード・マーティン C-130J、アレニア C-27といった最新の輸送機に使用されている。同社製のプロペラは、アメリカ海軍やその他の軍隊で使用されているLCACにも使用されている。バージニア州にある国立航空宇宙博物館のスティーブン・F・ウドヴァーヘイジー・センターには、このようなプロペラが展示されている。